# Lifting Me
"Lifting Me" é um compacto lançado pela banda The Corrs, através de uma promoção da Pepsi em 1999. A canção "Lifting Me" foi lançada apenas em uma edição especial do álbum Best of The Corrs.

## Lista de faixas
1. "Lifting Me"
2. "Lifting Me" (K-Klass mix)
3. CD-ROM Interativo